# Площадь

Общая площадь всех трёх фигур составляет примерно 15,57 квадратиков(дробная размерность вызвана площадью круга, которая кратна числу π)

Пло́щадь (в узком смысле — площадь фигуры) — численная характеристика, вводимая для определённого класса плоских геометрических фигур (исторически — для многоугольников, затем понятие было расширено на квадрируемые фигуры) и обладающая свойствами площади. Интуитивно из этих свойств следует, что бо́льшая площадь фигуры соответствует её «большему размеру» (например, вырезанным из бумаги квадратом большей площади можно полностью закрыть меньший квадрат), a оценить площадь фигуры можно с помощью наложения на её рисунок сетки из линий, образующих одинаковые квадратики (единицы площади), и подсчитав число квадратиков и их долей, попавших внутрь фигуры (на рисунке справа). В широком смысле понятие площади обобщается на k-мерные поверхности в n-мерном пространстве (евклидовом или римановом) — в частности, на двумерную поверхность в трёхмерном пространстве.
Исторически вычисление площади называлось квадратурой. Конкретное значение площади для простых фигур однозначно вытекает из предъявляемых к этому понятию практически важных требований (см. ниже). Фигуры с одинаковой площадью называются «равновеликими».
Общий метод вычисления площади геометрических фигур предоставило интегральное исчисление. Обобщением понятия площади стала теория меры множества, пригодная для более широкого класса геометрических объектов.
Для приближённого вычисления площади на практике используют палетку или специальный измерительный прибор — планиметр.

## Определение понятия площади

### Свойства

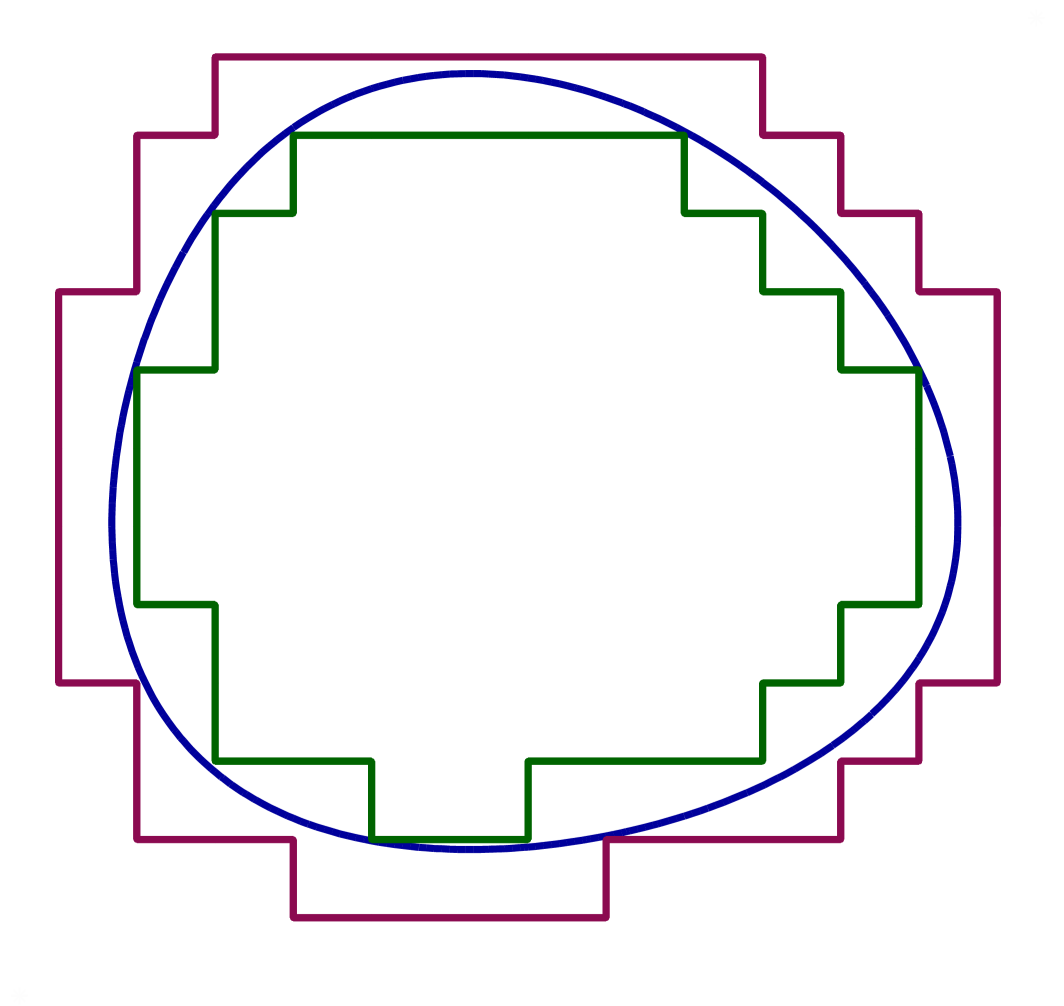
Множество измеримо по Жордану, если внутренняя мера Жордана равна внешней мере Жордана

Площадь — функция, которая обладает следующими свойствами:
- Положительность, то есть площадь неотрицательная (скалярная) величина;
- Аддитивность, то есть площадь фигуры равна сумме площадей составляющих её фигур без общих внутренних точек;
- Инвариантность, то есть площади конгруэнтных фигур равны;
- Нормированность, то есть площадь единичного квадрата равна 1.

Из данного определения площади следует её монотонность, то есть площадь части фигуры меньше площади всей фигуры.

### Квадрируемые фигуры
Первоначально определение площади было сформулировано для многоугольников, затем оно было расширено на квадрируемые фигуры. Квадрируемой называется такая фигура, которую можно вписать в многоугольник и в которую можно вписать многоугольник, причём площади обоих многоугольников отличаются на произвольно малую величину. Такие фигуры называются также измеримыми по Жордану. Для фигур на плоскости, не состоящих из целого количества единичных квадратов, площадь определяется с помощью предельного перехода; при этом требуется, чтобы как фигура, так и её граница были кусочно-гладкими. Существуют неквадрируемые плоские фигуры. Предложенное выше аксиоматическое определение площади в случае плоских фигур обычно дополняют конструктивным, при котором с помощью палетки осуществляется собственно вычисление площади. При этом для более точных вычислений на последующих шагах используют палетки, у которых длина стороны квадрата в десять раз меньше длины у предыдущей палетки.
Площадь квадрируемой плоской фигуры существует и единственна. Понятие площади, распространённое на более общие множества, привело к определению множеств, измеримых по Лебегу, которыми занимается теория меры. В дальнейшем возникают более общие классы, для которых свойства площади не гарантируют её единственность.

## Общий метод определения площади

### Площадь плоской фигуры
На практике чаще всего требуется определить площадь ограниченной фигуры с кусочно-гладкой границей. Математический анализ предлагает универсальный метод решения подобных задач.

#### Декартовы координаты

Определённый интеграл как площадь фигуры

Площадь между графиками двух функций равна разности интегралов от этих функций в одинаковых пределах интегрирования

Площадь, заключённая между графиком непрерывной функции на интервале {\displaystyle [a,b]} и горизонтальной осью, может быть вычислена как определённый интеграл от этой функции:
{\displaystyle S=\int \limits _{a}^{b}f(x)\,dx}
Площадь, заключённая между графиками двух непрерывных функций {\displaystyle f(x),\,g(x)} на интервале {\displaystyle [a,b]} находится как определённый интеграл модуля разности этих функций:
{\displaystyle S=\int \limits _{a}^{b}\left|f(x)-g(x)\right|\,dx}

#### Полярные координаты
В полярных координатах: площадь, ограниченная графиком функции {\displaystyle r=r(\theta )} и лучами {\displaystyle \theta =\theta _{1},\theta =\theta _{2},\theta _{1}<\theta _{2}} вычисляется по формуле:
{\displaystyle S={1 \over 2}\int \limits _{\theta _{1}}^{\theta _{2}}r^{2}(\theta )\,d\theta }.

### Площадь поверхности
Для определения площади кусочно гладкой поверхности в трёхмерном пространстве используют ортогональные проекции к касательным плоскостям в каждой точке, после чего выполняют предельный переход. В результате, площадь искривлённой поверхности A, заданной вектор-функцией {\displaystyle \mathbf {r} =\mathbf {r} (u,v),}, даётся двойным интегралом:
{\displaystyle S=\iint \limits _{A}\left|{\frac {\partial \mathbf {r} }{\partial u}}\times {\frac {\partial \mathbf {r} }{\partial v}}\right|\,du\,dv.}
То же в координатах:
{\displaystyle S=\iint \limits _{A}{\sqrt {\left({\frac {D(x,y)}{D(u,v)}}\right)^{2}+\left({\frac {D(y,z)}{D(u,v)}}\right)^{2}+\left({\frac {D(z,x)}{D(u,v)}}\right)^{2}}}\;\mathrm {d} \,u\,\mathrm {d} \,v}
Здесь {\displaystyle {\frac {D(y,z)}{D(u,v)}}={\begin{vmatrix}y'_{u}&y'_{v}\\z'_{u}&z'_{v}\end{vmatrix}},\quad {\frac {D(z,x)}{D(u,v)}}={\begin{vmatrix}z'_{u}&z'_{v}\\x'_{u}&x'_{v}\end{vmatrix}},\quad {\frac {D(x,y)}{D(u,v)}}={\begin{vmatrix}x'_{u}&x'_{v}\\y'_{u}&y'_{v}\end{vmatrix}}}.

### Теория площадей
Теория площадей занимается изучением обобщений, связанных с распространением определения k-мерной площади с кусочно-гладкого погружения на более общие пространства. Для кусочно-гладкого погружения f площадь определяют способом, аналогичным указанному выше, при этом у площади сохраняются такие свойства как положительность, аддитивность, нормированность, а также ряд новых.

## Единицы измерения площади

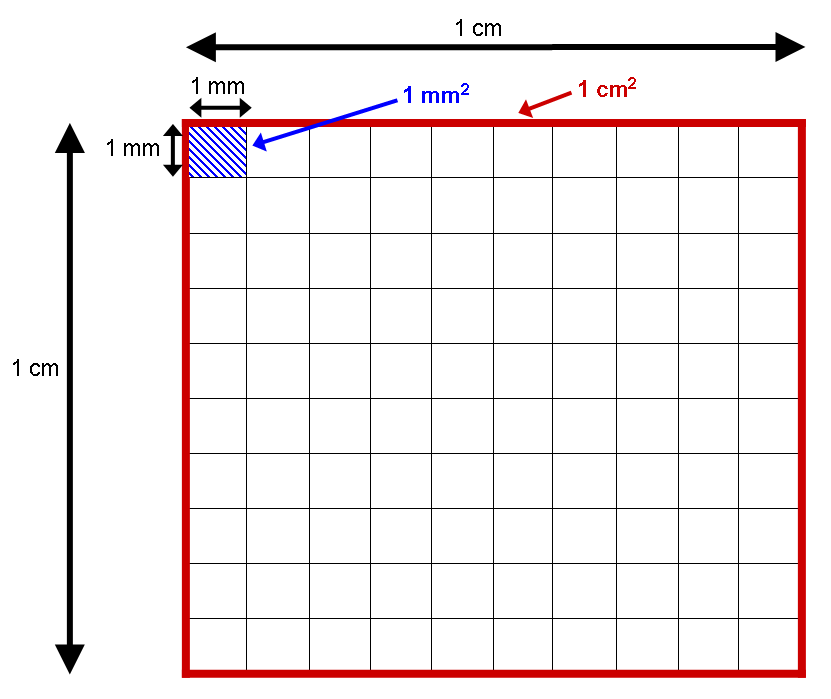
В одном квадратном сантиметре сто квадратных миллиметров

### Метрические единицы
- Квадратный метр, производная единица Международной системы единиц (СИ); 1 м² = 1 са (сантиар);
- Квадратный километр, 1 км² = 1 000 000 м²;
- Гектар, 1 га = 10 000 м²;
- Ар (сотка), 1 а = 100 м²:
- Квадратный дециметр, 100 дм² = 1 м²;
- Квадратный сантиметр, 10 000 см² = 1 м²;
- Квадратный миллиметр, 1 000 000 мм² = 1 м²;
- Барн, 1 б = 10−28 м².

### Русские устаревшие
- Квадратная верста = 1,13806 км²
- Десятина = 10925,4 м²
- Копна = 0,1 десятины — сенные покосы мерили копнами
- Квадратная сажень = 4,55224 м²

Мерами земли при налоговых расчётах были выть, соха, обжа, размеры которых зависели от качества земли и социального положения владельца. Существовали и различные местные меры земли: коробья, верёвка, жеребья и др.

### Античные
- Актус
- Арура
- Центурия
- Югер

### Другие
- Акр
- Рай = 1600 м² (40 м × 40 м).
- Квадратный парсек
- Планковская площадь ({\displaystyle S_{P},{\ell }_{P}^{2}}) ≈ 2,612099 · 10−70 м2

## Формулы вычисления площадей простейших фигур

### Многоугольники
| Фигура                                             | Формула | Переменные |
| -------------------------------------------------- | --- | --- |
| Правильный треугольник                             | {\displaystyle a^{2}{\frac {\sqrt {3}}{4}}}                                                                 | {\displaystyle a} — длина стороны треугольника |
| Прямоугольный треугольник                          | {\displaystyle {\frac {ab}{2}}}                                                                             | {\displaystyle a} и {\displaystyle b} — катеты треугольника |
| Произвольный треугольник                           | {\displaystyle {\frac {1}{2}}ah}                                                                            | {\displaystyle a} — сторона треугольника, {\displaystyle h} — высота, проведённая к этой стороне |
| Произвольный треугольник                           | {\displaystyle {\frac {1}{2}}ab\sin \alpha }                                                                | {\displaystyle a} и {\displaystyle b} — любые две стороны, {\displaystyle \alpha } — угол между ними |
| Произвольный треугольник                           | {\displaystyle {\sqrt {p(p-a)(p-b)(p-c)}}} (формула Герона)                                                 | {\displaystyle a}, {\displaystyle b} и {\displaystyle c} — стороны треугольника, {\displaystyle p} — полупериметр {\displaystyle \left(p={\frac {a+b+c}{2}}\right)}                                                                                                 |
| Произвольный треугольник                           | {\displaystyle {\frac {1}{2}}{\begin{vmatrix}x_{0}&y_{0}&1\\x_{1}&y_{1}&1\\x_{2}&y_{2}&1\end{vmatrix}}}     | {\displaystyle (x_{0};y_{0})}, {\displaystyle (x_{1};y_{1})}, {\displaystyle (x_{2};y_{2})} — координаты вершин треугольника (в случае обхода вершин по часовой стрелке получим положительный результат, иначе отрицательный)                                       |
| Квадрат                                            | {\displaystyle a^{2}}                                                                                       | {\displaystyle a} — длина стороны квадрата |
| Прямоугольник                                      | {\displaystyle ab}                                                                                          | {\displaystyle a} и {\displaystyle b} — длины сторон прямоугольника (его длина и ширина) |
| Ромб                                               | {\displaystyle {\frac {1}{2}}cd}                                                                            | {\displaystyle c} и {\displaystyle d} — длины диагоналей ромба |
| Параллелограмм                                     | {\displaystyle ah}                                                                                          | {\displaystyle a} и {\displaystyle h} — длины стороны и опущенной на неё высоты соответственно |
| Параллелограмм                                     | {\displaystyle ab\sin \alpha }                                                                              | {\displaystyle a} и {\displaystyle b} — соседние стороны параллелограмма, {\displaystyle \alpha } — угол между ними |
| Трапеция                                           | {\displaystyle {\frac {1}{2}}(a+b)h}                                                                        | {\displaystyle a} и {\displaystyle b} — основания трапеции, {\displaystyle h} — высота трапеции |
| Произвольный четырёхугольник                       | {\displaystyle {\sqrt {(p-a)(p-b)(p-c)(p-d)-abcd\cos \alpha }}} (формула Брахмагупты)                       | {\displaystyle a}, {\displaystyle b}, {\displaystyle c}, {\displaystyle d} — стороны четырёхугольника, {\displaystyle p} — его полупериметр, {\displaystyle \alpha } — полусумма противолежащих углов четырёхугольника                                              |
| Правильный шестиугольник                           | {\displaystyle a^{2}{\frac {3{\sqrt {3}}}{2}}}                                                              | {\displaystyle a} — длина стороны шестиугольника |
| Правильный восьмиугольник                          | {\displaystyle 2a^{2}(1+{\sqrt {2}})}                                                                       | {\displaystyle a} — длина стороны восьмиугольника |
| Правильный многоугольник                           | {\displaystyle {\frac {P^{2}/n}{4\operatorname {tg} (\pi /n)}}}                                             | {\displaystyle P} — периметр, {\displaystyle n} — количество сторон |
| Произвольный многоугольник (выпуклый и невыпуклый) | {\displaystyle {\frac {1}{2}}\left\|\sum _{i=1}^{n}(x_{i+1}-x_{i})(y_{i+1}+y_{i})\right\|} (метод трапеций) | {\displaystyle (x_{i};y_{i})} — координаты вершин многоугольника в порядке их обхода, замыкая последнюю с первой: {\displaystyle (x_{n+1};y_{n+1})=(x_{1};y_{1})}; при наличии отверстий направление их обхода противоположно обходу внешней границы многоугольника |
| Произвольный многоугольник (выпуклый и невыпуклый) | Вычисление площадей многоугольников по способу Саррона. Есть аналитическая формула.                         | Даны длины сторон многоугольника и азимутальные углы сторон |

### Площади круга, его частей, описанных и вписанных в круг фигур
| Фигура                                             | Формула                                                              | Переменные |
| -------------------------------------------------- | -------------------------------------------------------------------- | --- |
| Круг                                               | {\displaystyle \pi r^{2}} или {\displaystyle {\frac {\pi d^{2}}{4}}} | {\displaystyle r} — радиус, {\displaystyle d} — диаметр круга                                                                               |
| Сектор круга                                       | {\displaystyle {\frac {\alpha r^{2}}{2}}}                            | {\displaystyle r} — радиус круга, {\displaystyle \alpha } — центральный угол сектора (в радианах)                                           |
| Сегмент круга                                      | {\displaystyle {\frac {r^{2}}{2}}(\alpha -\sin \alpha )}             | {\displaystyle r} — радиус круга, {\displaystyle \alpha } — центральный угол сегмента (в радианах)                                          |
| Эллипс                                             | {\displaystyle \pi ab}                                               | {\displaystyle a}, {\displaystyle b} — большая и малая полуоси эллипса                                                                      |
| Треугольник, вписанный в окружность                | {\displaystyle {\frac {abc}{4R}}}                                    | {\displaystyle a}, {\displaystyle b} и {\displaystyle c} — стороны треугольника, {\displaystyle R} — радиус описанной окружности            |
| Четырёхугольник, вписанный в окружность            | {\displaystyle {\sqrt {(p-a)(p-b)(p-c)(p-d)}}} (формула Брахмагупты) | {\displaystyle a}, {\displaystyle b}, {\displaystyle c}, {\displaystyle d} — стороны четырёхугольника, {\displaystyle p} — его полупериметр |
| Многоугольник, описанный около окружности          | {\displaystyle {\frac {1}{2}}Pr}                                     | {\displaystyle r} — радиус окружности, вписанной в многоугольник, {\displaystyle P} — периметр многоугольника                               |
| Прямоугольная трапеция, описанная около окружности | {\displaystyle ab}                                                   | {\displaystyle a}, {\displaystyle b} — основания трапеции                                                                                   |

### Площади поверхностей тел в пространстве
| Тело                                           | Формула                                                  | Переменные                                                                                     |
| ---------------------------------------------- | -------------------------------------------------------- | ---------------------------------------------------------------------------------------------- |
| Полная поверхность прямого кругового цилиндра  | {\displaystyle 2\pi r(r+h)}                              | {\displaystyle r} и {\displaystyle h} — радиус и высота соответственно                         |
| Боковая поверхность прямого кругового цилиндра | {\displaystyle 2\pi rh}                                  | {\displaystyle r} и {\displaystyle h} — радиус и высота соответственно                         |
| Полная поверхность прямого кругового конуса    | {\displaystyle \pi r(l+r)}                               | {\displaystyle r} и {\displaystyle l} — радиус и образующая боковой поверхности соответственно |
| Боковая поверхность прямого кругового конуса   | {\displaystyle \pi rl}                                   | {\displaystyle r} и {\displaystyle l} — радиус и образующая боковой поверхности соответственно |
| Поверхность сферы (шара)                       | {\displaystyle 4\pi r^{2}} или {\displaystyle \pi d^{2}} | {\displaystyle r} и {\displaystyle d} — радиус и диаметр соответственно                        |
| Боковая поверхность прямой призмы              | {\displaystyle Ph}                                       | {\displaystyle P} — периметр основания, {\displaystyle h} — высота                             |
| Полная поверхность произвольной призмы         | {\displaystyle 2A_{1}+A_{2}}                             | {\displaystyle A_{1}} — площадь основания {\displaystyle A_{2}} — площадь боковой поверхности  |

## Исторический очерк

### Площадь плоских фигур
Многие годы площадь считалась первичным понятием, не требующим определения. Основной задачей математиков являлось вычисление площади, при этом были известны основные свойства площади. В Древнем Египте использовались точные правила вычисления площади прямоугольников, прямоугольных треугольников и трапеций, площадь произвольного четырёхугольника определялась приближённо как произведение полусумм пар противоположных сторон. Применение такой приближённой формулы связано с тем, что участки, площадь которых надо было померить, были в основном близки к прямоугольным и погрешность в таком случае оставалась небольшой. Историк математики А. П. Юшкевич предполагает, что египтяне могли и не знать, что пользуются приближённой формулой. В задаче 50 папируса Ринда содержится формула вычисления площади круга, которая считалась равной площади квадрата со стороной 8/9 диаметра круга. Такими же формулами пользовались и в Вавилоне, однако для площади круга приближение было менее точным. Кроме того, вавилоняне могли приближённо посчитать площади правильных пяти-, шести- и семиугольника со стороной равной единице. В шестидесятиричной системе им соответствовали 1,40, 2,37,20 и 3,41, соответственно.
Основным приёмом вычисления площади при этом являлось построение квадрата, площадь которого равна площади заданной многоугольной фигуры, в частности в книге I «Начал» Евклида, которая посвящена планиметрии прямолинейных фигур, доказывается, что треугольник равновелик половине прямоугольника, имеющего с ним равные основания и высоту. Метод разложения, основанный на том, что две равносоставленные фигуры равновелики, позволял также вычислить площади параллелограммов и любых многоугольников.
Следующим шагом было вычисление площадей круга, кругового сектора, лунок и других фигур. Основу вычислений при этом составлял метод исчерпывания многоугольниками, с которого берёт начало теория пределов. Метод заключается в построении последовательности площадей, которые при постепенном нарастании «исчерпывают» требуемую площадь. Метод исчерпывания, получивший своё название только в XVII веке, основан на аксиоме непрерывности Евдокса — Архимеда и приписывается Евдоксу Книдскому, который с его помощью показал, что площади кругов относятся друг к другу как квадраты их диаметров. Метод описан в «Началах» Евклида: аксиома Евдокса сформулирована в книге V, а сам метод исчерпывания и основанные на нём отношения — в книге XII. Особого совершенства в применении метода достиг Архимед, который с его помощью посчитал площадь сегмента параболы и другие. Труд Архимеда «О спиралях» включает много утверждений, касающихся площадей различных витков спирали и их отношений. Архимеду принадлежит идея использования площадей или объёмов как вписанных, так и описанных фигур для определения требуемой площади или объёма.
Индийцы поначалу пользовались той же формулой для вычисления четырёхугольников, что египтяне и греки. Брахмагупта пользовался формулой для площади четырёхугольников, выраженной через его полупериметр., которая верна для вписанного в окружность четырёхугольника. Формулы вычисления площади обычно не доказывались, но демонстрировались с наглядными рисунками. Формула Брахмагупты представляет собой аналог формулы Герона для площади треугольника, которую тот привёл в своей «Метрике».
Развитие и обобщение метода исчерпывания произошло только в XVII веке. В 1604 году в работе «Три книги о центре тяжести тел» Валерио широко использует теорему, по которой разность между площадями вписанной и описанной фигур, составленных из параллелограммов, можно сделать меньше любой данной площади. Настоящий прорыв был сделан Кеплером, которому для астрономических расчётов нужно было уметь вычислять площадь эллипса. Кеплер рассматривал площадь как «сумму линий» и, разлиновывая эллипс с шагом в один градус, показал, что {\displaystyle \int \limits _{0}^{\varphi }\sin xdx=1-\cos \varphi }. Кавальери, обосновывая подобный метод, названный «методом неделимых», сравнивал площади плоских фигур, используя сечение фигур параллельными прямыми. Применение первообразной для нахождения площади плоской фигуры является наиболее универсальным методом. С помощью первообразной доказывается принцип Кавальери, по которому две плоские фигуры имеют равную площадь, если при пересечении каждой из них прямой, параллельной фиксированной, получаются отрезки одинаковой длины. Принцип был известен задолго до формирования интегрального исчисления.

### Площадь поверхности
Вычислением площадей кривых поверхностей занимался Архимед, определив, в частности, площадь поверхности шара. В общем случае для определения площади поверхности нельзя пользоваться ни развёрткой (не подходит для сферы), ни приближением многогранными поверхностями, то есть аналогом метода исчерпывания. Последнее показал Шварц, построив для боковой последовательности цилиндра последовательности, которые приводят к разным результатам (так называемый сапог Шварца).
Общий приём вычисления площади поверхности на рубеже XIX—XX веков предложил Минковский, который для каждой поверхности строил «окутывающий слой» малой постоянной толщины, тогда площадь поверхности будет приближённо равна объёму этого слоя, делённому на его толщину. Предельный переход при толщине, стремящейся к нулю, даёт точное значение площади. Для площади по Минковскому, однако, не всегда выполняется свойство аддитивности. Обобщение этого определения приводит к понятию линии по Минковскому и другим.